# Ken Berry
Kenneth Ronald "Ken" Berry (3 tháng 11 năm 1933 – 1 tháng 12 năm 2018) là diễn viên và ca sĩ, vũ công Mỹ. Berry đã diễn vai chính trên các loạt phim truyền hình F Troop, The Andy Griffith Show, Mayberry R.F.D. và Mama's Family. Ông cũng diễn xuất trong các vở diễn sân khấu Broadway trong The Billy Barnes Revue, vào vai chính George M. Cohan trong nhạc kịch George M! và vai phụ cứu trợ truyện tranh cho bộ phim truyền hình y tế Dr. Kildare, với Richard Chamberlain trong thập niên 1960.

## Tiểu sử
Berry sinh ra ở Moline ở quận Rock Island ở tây bắc Illinois, một trong hai con có cha làm kế toán, Darrell Berry, và mẹ là Bernice. Berry là người gốc Thụy Điển-Anh.
Berry nhận ra anh muốn trở thành một vũ công và ca sĩ lúc 12 tuổi, khi anh xem màn biểu diễn khiêu vũ của trẻ em trong một hội trường. Anh mơ ước được đóng vai chính trong các vở nhạc kịch điện ảnh và đến rạp chiếu phim để xem Fred Astaire và Gene Kelly trong một số bộ phim yêu thích của anh, bao gồm Easter Parade, Royal Wedding, On the Town, và Summer Stock.
Berry ngay lập tức bắt đầu học lớp tap dance (nhảy thiết hài) và, ở tuổi 15, giành chiến thắng trong một cuộc thi tài năng địa phương được tài trợ bởi đài phát thanh và truyền hình lãnh đạo ban nhạc lớn Horace Heidt. Heidt đã yêu cầu Berry tham gia vào bộ nhóm lưu diễn của mình, "Chương trình Cơ hội Tuổi trẻ Horace Heidt", một nhóm du lịch nổi tiếng. Anh đã lưu diễn khắp nước Mỹ và châu Âu trong 15 tháng với chương trình, khiêu vũ và ca hát cho công chúng và tại các căn cứ không quân của Hoa Kỳ sau Thế Chiến II ở nước ngoài. Berry có mối quan hệ lâu dài với một số thành viên đồng diễn viên của mình và con trai của Horace, Horace Heidt Jr., người sau này đã phát động một ban nhạc lớn và sự nghiệp phát thanh.

## Gia nhập quân ngũ
Sau khi tốt nghiệp trung học, Berry tình nguyện cho quân đội Hoa Kỳ, và được điều vào Fort Bragg ở Fayetteville, North Carolina.